# Boris Rosenberg
Boris Rosenberg (ukrainisch Борис Семенович Розенберг, wiss. Transliteration Borys Semenovyč Rozenberh; * 9. Juli 1962 in Odessa) ist ein ehemaliger Tischtennisspieler, der seinen Leistungshöhepunkt in den 1980er Jahren hatte. Er ist sechsmaliger sowjetischer Meister (im Einzel, Doppel und Mixed) und spielte auch für die Nationalmannschaft der UdSSR.

## Sportler
In den 1980er Jahren war Boris Rosenberg der erfolgreichste sowjetische Tischtennisspieler im Doppel – er holte vier Mal Gold bei den Doppelwettbewerben der UdSSR Meisterschaften. Im Jahre 1984 hatte Boris die sowjetische Meisterschaft im Doppel (mit Walerij Schewtschenko) gewonnen und 1985 hatte er den Titel verteidigt, diesmal allerdings mit Andrei Masunow. 1987 gewann Rosenberg seinen einzigen sowjetischen Meistertitel im Einzel. Ein Jahr später (1988) wurde er erneut sowjetischer Meister im Doppel (mit Andrei Masunow). 1989 gewann er seinen vierten Meistertitel der UdSSR im Doppel, diesmal zusammen mit Igor Podnosow, und 1990 gewann Rosenberg seinen einzigen sowjetischen Meistertitel im Mixed mit Olga Laposchina (ebenso wie Rosenberg aus Odessa).
1991 übersiedelte Boris Rosenberg nach Israel, spielte dort beim Verein Hapoel Rishon und wurde für Israel spielberechtigt.
Seit 1991 lebt er in Deutschland. Hier hatte er bereits 1988 an den German Open teilgenommen und Platz drei erreicht. 1991 schloss er sich dem Verein TTC Esslingen an, der damals in der 2. Bundesliga spielte. 1992 erlitt er bei einem Autounfall schwere Verletzungen von denen er sich aber gut erholte. Im gleichen Jahr wechselte er zum TTF Ochsenhausen, 1994 zu den Würzburger Kickers. 1995 kehrte er zum TTF Ochsenhausen zurück. Es folgten weitere Vereinsstationen, u. a. für TTG Netphen (1997–1999), TTC Schwalbe Bergneustadt (ab 1999) und TTS Esslingen. In der Saison 2015/16 spielte er zusammen mit seinem jüngeren Sohn Erik für den TTC Lantenbach und belegte am 10. Mai 2016 den 65. Platz der deutschen Tischtennis-Rangliste. 2023 gewann er im Doppelwettbewerb Gold bei den Senioren-Weltmeisterschaften in der Ü60-Klasse mit Zsolt-Georg Böhm.
Zusammen mit seinem älteren Sohn Roman spielt Boris Rosenberg auch für Makkabi Deutschland e.V.

### Nationalmannschaft
Bei der Europameisterschaft 1984 vertrat Boris Rosenberg die UdSSR nur im Einzelwettbewerb. Bei der Europameisterschaft 1986 in Prag spielte Rosenberg bereits für die UdSSR im Mannschaftswettbewerb. Bei der Europameisterschaft 1988 hatte er mit der sowjetischen Mannschaft die Bronze-Medaille gewonnen, und im Mixed-Wettbewerb hatte er zusammen mit Valentina Popová Viertelfinale erreicht. Boris Rosenberg spielte bei den Olympischen Spielen 1988 im Doppel mit Andrei Masunow und schied in der ersten Runde aus.

## Trainer
Boris Rosenberg verfügt über eine A Lizenz-Tischtennis Trainer. Unter seiner Leitung wurde die Jugendmannschaft des TTC Schwalbe Bergneustadt Deutscher Meister im Jahre 2007. Im Jahre 2013 trainierte er den Nachwuchs beim TTF Pannenklöpper Olper. Er trainiert den TB-Hückeswagen im Jahr 2017.

## Privat
Boris Rosenberg hat zwei Söhne – Roman und Erik. Beide sind auch Tischtennisspieler. Der ältere – Roman Rosenberg, belegte am 11. August 2015 den 45. Platz der deutschen Tischtennis-Rangliste, und spielte in der Saison 2015/16 für den SV Salamander Kornwestheim.

## Turnierergebnisse
| Verband | Veranstaltung       | Jahr | Ort       | Land | Einzel        | Doppel    | Mixed         | Team |
| ------- | ------------------- | ---- | --------- | ---- | ------------- | --------- | ------------- | ---- |
| URS     | Europameisterschaft | 1988 | Paris     | FRA  | letzte 16     |           | Viertelfinale | 3    |
| URS     | Europameisterschaft | 1986 | Prag      | TCH  |               |           |               | 6    |
| URS     | Europameisterschaft | 1984 | Moskau    | URS  |               |           |               |      |
| URS     | Olympische Spiele   | 1988 | Seoul     | KOR  |               | 1. Runde  |               |      |
| URS     | Weltmeisterschaft   | 1987 | Neu-Delhi | IND  | letzte 128    | letzte 16 |               | 11   |
| URS     | Weltmeisterschaft   | 1985 | Göteborg  | SWE  | letzte 64     | letzte 64 | Qualifikation | 16   |
| URS     | Weltmeisterschaft   | 1983 | Tokio     | JPN  | Qualifikation | letzte 64 | letzte 64     | 19   |